# Jean-Louis Jemma
Pour les articles homonymes, voir Jemma.
Pour l’article ayant un titre homophone, voir Jemaa.
 (janvier 2021).
Jean-Louis Jemma, né à Novi di Modena le 29 juin 1922 et mort à Paris 20e le 24 juin 1973, est un acteur français.

## Biographie
Luigi Iemma dit Jean-Louis Jemma, naît à Novi di Modena en Italie le 29 juin 1922 puis suit ses parents, Romolo Jemma et Rose Bertoli, qui émigrent en France avant la Seconde Guerre mondiale. Il a une sœur, Maria, épouse Cigalla de Fulgosi (1920-2008), et deux frères, Raymond (1931-2001) et Marcel (1939). Il est le père de l'actrice Dorothée Jemma.
Ancien élève du Centre dramatique de l'Est à Colmar où il joue notamment Hamlet, il est remarqué à cette occasion et devient pensionnaire de la Comédie-Française en 1949. Il le restera jusqu'à la saison 1969-1970 en y jouant de très nombreux rôles.
Il est régulièrement présent au théâtre du Cloitre lors du Festival de Bellac.
Au cinéma, il interprète le rôle de Bonaparte dans Cadet-Rousselle d'André Hunebelle (1954) avec François Périer ; celui du maître tailleur dans Le Bourgeois gentilhomme de Jean Meyer (1958), etc.
Il participe à de nombreux doublages et sera la voix française de Don Diego de la Vega dans Zorro (deux saisons, 78 épisodes). Il doublera également Dirk Bogarde dans cinq films de 1955 à 1964.
Sur la chaîne publique de radio-diffusion (RTF), il collabore régulièrement à des pièces radiophoniques diffusées le mardi soir. À la télévision, il interprète le rôle de monsieur Punez dans Le commissaire est bon enfant de Georges Courteline.
Jean-Louis Jemma a également enregistré de nombreux poèmes sur disques vinyle et sur cassettes (Saint-John Perse, Guillaume Apollinaire, etc.).
Il meurt subitement le 24 juin 1973 à Paris à l'âge de 50 ans.

## Théâtre
- 1947 : Les Plaideurs de Racine, mise en scène André Reybaz, Centre dramatique de l'Est Colmar[16]
- 1947 : L'Arlésienne d'Alphonse Daudet, mise en scène André Clavé, Centre dramatique de l'Est Colmar[17]
- 1948 : Le Mariage de Figaro de Beaumarchais, mise en scène André Clavé, Centre dramatique de l'Est Colmar
- 1948 : Le Chariot de terre cuite de Sûdraka, mise en scène André Clavé, Centre dramatique de l'Est Colmar
- 1948 : L'anglais tel qu'on le parle de Tristan Bernard, mise en scène André Clavé, Centre dramatique de l'Est Colmar
- 1948 : Le Bourgeois gentilhomme de Molière, mise en scène André Clavé, Centre dramatique de l'Est Colmar]
- 1948 : Tartuffe de Molière, mise en scène André Clavé, Centre dramatique de l'Est Colmar

### Comédie-Française
- 1949 : L'Homme de cendres d'André Obey, mise en scène Pierre Dux[18]
- 1950 : Les Caves du Vatican d'André Gide, mise en scène Jean Meyer
- 1952 : Hernani de Victor Hugo, mise en scène Henri Rollan
- 1952 : Les Nuées d'Aristophane, mise en scène Socrato Carandinos
- 1952 : Le Bourgeois gentilhomme de Molière, mise en scène Jean Meyer
- 1952 : Britannicus de Racine, mise en scène Jean Marais : Britannicus en alternance
- 1953 : Britannicus de Racine, mise en scène Jean Marais
- 1953 : Roméo et Juliette de William Shakespeare, mise en scène Julien Bertheau
- 1954 : L'École des maris de Molière : Valère
- 1955 : Le Jeu de l'amour et du hasard de Marivaux : Dorante[19]
- 1955 : Arlequin poli par l'amour de Marivaux : le berger[19]
- 1956 : Les Fourberies de Scapin de Molière : Léandre
- 1956 : Les Femmes savantes de Molière : en alternance Clitandre ou Trissotin
- 1957 : Le Bourgeois gentilhomme de Molière : Cléonte
- 1960 : L'Avare de Molière : Cléante
- 1960 : Ruy Blas de Victor Hugo, mise en scène Raymond Rouleau : le Comte d'Albe
- 1962 : Le Menteur de Corneille, mise en scène Jacques Charon : Alcippe
- 1962 : Ruy Blas de Victor Hugo : Don César de Bazan
- 1962 : L'École de la médisance de Sheridan
- 1963 : La Mort de Pompée de Corneille, mise en scène Jean Marchat
- 1963 : Marie Stuart de Friedrich Schiller, mise en scène Raymond Hermantier, création au mai musical de Bordeaux, puis reprise à la Comédie-Française
- 1963 : Le Misanthrope de Molière : Acaste ; Philinte
- 1963 : Bérénice de Jean Racine : Arsace (6 fois de 1963 à 1965)
- 1964 : Andromaque de Jean Racine : Pylade[20]
- 1965 : L'Orphelin de la Chine de Voltaire, mise en scène Jean Mercure : Zamti
- 1965 : Bérénice de Jean Racine : Rutile (2 fois, 1965)
- 1965 : La Rabouilleuse d'Émile Fabre d'après Honoré de Balzac, mise en scène Paul-Émile Deiber : Joseph Bridau
- 1965 : Polyeucte de Corneille, mise en scène Jean Marchat : Fabian
- 1966 : Le Mariage forcé de Molière : Lycaste
- 1967 : Don Juan de Molière, mise en scène Antoine Bourseiller : le pauvre
- 1967 : Cyrano de Bergerac d'Edmond Rostand : De Valvert[21]
- 1968 : Hernani de Victor Hugo : Don Carlos
- 1968 : Athalie de Racine, mise en scène Maurice Escande : un Lévite

### Festival de Bellac
- 1956 : La Double Inconstance de Marivaux
- 1962 : Yerma de Federico García Lorca, mise en scène Jean Collomb

## Filmographie

### Cinéma
La liste qui suit est tirée du site Notre Cinéma
- 1954 : Cadet-Rouselle d'André Hunebelle : Bonaparte
- 1958 : Le Bourgeois gentilhomme de Jean Meyer : le maître tailleur
- 1965 : Merveilleuse Angélique de Bernard Borderie
- 1967 : Indomptable Angélique de Bernard Borderie
- 1969 : Tintin et le Temple du soleil (Voix du policier dans ce film d'animation)

### Télévision
- 1957 : Vautrin : 3 épisodes, d’après Honoré de Balzac, mise en scène Jean Vertex[22],
- 1959 : La comédie française : Un ami de jeunesse d'après Edmond See, mise en scène Georges Chamarat[22]
- 1960 : La comédie française : Le Tartuffe ou l'Imposteur de Molière, mise en scène Louis Seigner[22]
- 1964 : La comédie française : Le Cardinal d'Espagne d’après Henry de Montherlant, mise en scène Jean Vernier[22]
- 1968 : La comédie française : Le Chien du jardinier d’après Félix Lope de Vega, mise en scène Georges Neveux[22]
- 1968 : La comédie française : L'École des maris d’après Molière, mise en scène Jean Meyer[22]
- 1968 : Au théâtre ce soir : Le commissaire est bon enfant de Georges Courteline, mise en scène Jean-Paul Roussillon, réalisation Pierre Sabbagh, Théâtre Marigny (Spectacle de la Comédie-Française)[22]

## Doublage (liste sélective)

### Films
- 1952 : Histoire de trois amours (The Story of Three Loves) : Farley Granger (Thomas Clayton Campbell Jr.)
- 1957 : La Belle et le Corsaire (Il corsaro della Mezza Luna) : John Derek (Nadir El Krim)
- 1960 : Le Moulin des supplices (Il mulino delle donne di pietra) : Pierre Brice (Hans von Arni)
- 1961 : L'Enlèvement des Sabines (Il ratto delle Sabine) : Roger Moore (Le Roi Romulus)
- 1961 : Alexandre le Grand de Robert Rossen
- 1962 : Les merveilleux contes de Grimm de George Pal : Jacob Grimm
- 1963 : Barabbas de Richard Fleischer : Vittorio Gassman (Sahak)
- 1963 : Shock Corridor de Samuel Fuller : Paul Dubov (Doctor J.L. Menkin)
- 1963 : Les Rois du soleil de J. Lee Thompson : George Chakiris (Balam)
- 1964 : Le Fils de Spartacus de Sergio Corbucci : Jacques Sernas (Vetius)
- 1964 : 36 Heures avant le débarquement de George Seaton : Rod Taylor (Major Walter Gerber)
- 1964 : Les Trois Soldats de l'aventure de Michael Anderson : George Chakiris (le sous-lieutenant John Gregg)
- 1966 : Brigade antigangs de Bernard Borderie : Gabriele Tinti (Jobic Le Goff)
- 1966 : Un ange pour Satan de Camillo Mastrocinque : Roberto Merigi (Anthony Steffen)
- 1966 : Le Carnaval des barbouzes d'Alberto Cardone, Louis Soulanes, Sheldon Reynolds et Robert Lynn : Roberto Miali (Pessana)
- 1966 : Raspoutine, le moine fou de Don Sharp : Francis Matthews (Ivan Kesnikoff)
- 1967 : Indomptable Angélique de Bernard Borderie[23] : le duc de Vivonne[24],[25].
- 1967 : Le Défi de Robin des Bois (A Challenge for Robin Hood) de C.M. Pennington-Richards : Eric Woofe (Henry de Courtenay)
- 1967 : Le Jardin des tortures (Torture Garden) de Freddie Francis : Bruce Benton (Robert Hutton)
- 1969 : Le Pont de Remagen de John Guillermin : Robert Vaughn (Major Kruger)
- 1969 : Tintin et le Temple du Soleil d'Eddie Lateste : le policier dans la salle de contrôle radio
- 1969 : Pendulum, la Nuit sans témoin de George Schaefer : Brooks Elliot (Harry Lewis)
- 1970 : Waterloo de Sergueï Bondartchouk : le général de brigade Charles de La Bédoyère (Philippe Forquet)
- 1970 : L'Exécuteur de Sam Wanamaker : Philip Crawford (George Baker)
- 1972 : Don Camillo et les Contestataires de Mario Camerini : Don Francesco
- 1972 : Les Griffes du lion de Richard Attenborough : Lord Randolph Churchill (Robert Shaw) et le sergent-major Brockles (Maurice Roëves)
- 1973 : Les Dix Derniers Jours d'Hitler : Joseph Goebbels (John Bennett)

### Séries télévisées
- 1965 : Doublage de Guy Williams dans Zorro (Don Diego de la Vega / Zorro)[25].

## Pièces radiophoniques
- Gil Blas de Santillane d'après Alain-René Lesage, diffusé du 18 au 22 octobre 1960 sur France II Régional. Rediffusé sur France-Culture la nuit du 1re au 2 août 2020 de 2 h 59 à 3 h 49[26].
- Hugues-le-Loup d'après Erckmann-Chatrian, diffusé le 15 septembre 1960 sur France II régional[27].
- Eratos de Pierre Feuga, diffusé le 27 juin 1965 sur France Inter.
- Neuf Métamorphoses d'Ovide, diffusé le 9 avril 1967 sur France Culture.
- La Paix du Ménage d'après Maupassant, diffusé le 21 juin 1970 sur France Inter[28].

## Disques et cassettes audio
- 1956 : Les Femmes savantes enregistrement réalisé à la Comédie-Française le 30 avril 1956[29].
- 1969 : poèmes de Saint-John Perse (extraits de : Éloges – La Gloire des Rois – Anabase – Exil – Vents – Amers)[30].
- 1969 : poèmes de Guillaume Apollinaire[31].
- 1972 : poèmes d'Edmond Luc Dumoulin Le Keuche (Chants d'argile).